# Staruszki
Staruszki (biał. Старушкі; ros. Старушки, Staruszki) – osiedle na Białorusi, w obwodzie homelskim, w rejonie żytkowickim, w sielsowiecie Marocharawa.
Znajduje się tu przystanek kolejowy (dawniej stacja kolejowa) Staruszki, położony na linii Kalinkowicze – Łuniniec.

## Historia
Osiedle powstało w czasach sowieckich wokół istniejącej wcześniej stacji kolejowej. Od 1991 położone jest w niepodległej Białorusi.